# Pterolophia quadrigibbosa
Pterolophia quadrigibbosa är en skalbaggsart som beskrevs av Maurice Pic 1926. Pterolophia quadrigibbosa ingår i släktet Pterolophia och familjen långhorningar. Inga underarter finns listade i Catalogue of Life.